# Scaphytopius linnavuorii
Scaphytopius linnavuorii är en insektsart som beskrevs av Mckamey och Hicks 2007. Scaphytopius linnavuorii ingår i släktet Scaphytopius och familjen dvärgstritar. Inga underarter finns listade i Catalogue of Life.